# حمد محمد السعيدان
حمد محمد السعيدان (25 نوفمبر 1939 - 27 أغسطس 1991) باحث ومؤرخ كويتي، أبرز ما ألفه الموسوعة الكويتية المختصرة والذي استمر في كتابتها لمدة 7 سنوات لتغطي العديد من المواضيع التي تخص الكويت.

## حياته
ولد الأديب والمؤرخ حمد محمد الحمد السعيدان في حي المرقاب بمدينة الكويت في 25نوفمبر عام 1939. وبدأ مشواره الدراسي في مدرسة ملا مرشد الأهلية حيث حفظ القرآن الكريم ودرس الفقه الإسلامي واللغة العربية والخط العربي والحساب الي مباديء اللغة الإنجليزية وثم انتقل الي الشامية وكان والده رجلا تقيا ورعا وتاجر يمتلك متجرا في سوق الزل، ثم درس في المعهد الديني ثم انتقل إلى مدرسة صلاح الدين الأيوبي وثانوية كيفان لم يكملها بسبب التحاقه بأول وظيفة في إذاعة الكويت ثم اتبعها في دراسات اللغة الإنجليزية والرسم والطبوغرافيا في أكاديمية وشنهل في بريطانيا.
بدأ الكاتب حمد السعيدان عمله في 1 سبتمبر عام 1959 في الإذاعة الكويتية عمل مذيعا وكاتبا ومقدما لعدد من البرامج الإذاعية ومنها«من الدريشة» و«يوميات بو جسوم» الإذاعية، كان من أوائل المجموعة المؤسسة لمسرح الخليج العربي قبل إشهاره عام 1963 وقد استقال ثم انتقل إلى مكتبة الإذاعة وتخصص في تاريخ الكويت وتراثها ليكون مرجعا أساسيا للباحثين والدارسين. ثم انتقل إلى العمل في وزارة الخارجية في 7 ديسمبر 1963 في بدايتها في الاستقبال والمراسم ثم حيث عمل في سفارة الكويت في نيروبي عام 1966 حتى 1970. ثم التحق بسفارة الكويت لدى المملكة المتحدة 1972_1985لمدة 14 عاما ملحق إعلامي ومستشار إعلاميا في السفارة وبناءا على رغبته عاد إلى الكويت في عام 1985ليعمل مستشارا في وزارة الخارجية وأمين عام لمكتبتها واستمر حتى قبيل الغزو العراقي الغاشم لدولة الكويت فأصيب بمرض عضال ونقل للعلاج في لندن برغبة سامية من الشيخ جابر الأحمد الصباح والشيخ صباح الأحمد الصباح في 20يوليو 1990 وتوفي في إحدى المستشفيات البريطانية بعد معاناة مع المرض امتدت حوالي عاما في 27 أغسطس 1991م..ولكنه انطلاقا من التزامه الوطني وترجمة لانتمائه وتعبيرات عن إيمانه بأن الحق لا بد وأن ينتصر تجاوز كل النصائح وأخذ قلمه وداوم على الكتابة بشكل يومي تقريبا وشهر قلمه سلاحا في وجه المعتدي لتكون كل كلمة كتبها أيام المحنة -محنة وطن-انعكاسا لأصالة الانتماء وروح الإيمان، برحيل المؤرخ والدبلوماسي والكاتب حمد السعيدان خسرت الصحافة الكويتية وفقدت الكويت وجها من وجوه الثقافة والعلن والدبلوماسية الكويتية.

## أهم مؤلفاته
ترك الكاتب ثروة ثقافية مهمة حيث وثق العديد من المواضيع التاريخية في كتبه وأشهرها
شارك في إعداد مجلة المعهد الديني العدد الأول للسنة الأولى 1957م
- الموسوعة الكويتية المختصرة (1970)هي أول إنتاجه الأدبي فقد بدأ في تجميع موادها وكتابتها في عام 1963واتمها عام 1970 والموسوعة جهد دؤوب فردي استمر 7 سنوات من الكتابة والبحث والتنقيب والمقارنة والتجميع والدراسة، تقع في ثلاثة أجزاء من الحجم المتوسط، الجزءان الأول والثاني تمت طباعتهما في الكويت عام 1970، أما الجزء الثالث فتمت طباعته في بيروت عام 1971، إن مجموع صفحات الموسوعة بأجزائها الثلاثة 1671صفحة، احتوت على التراث الكويتي بمفهومه الشامل من أدوات ومسميات ومصطلحات تعبيرية في اللهجة الكويتية كما تضمنت الموسوعة الأماكن والمهن والحرف وأعلام الكويت وغير ذلك الكثير وكان ينوي إضافة جزء رابع للأمور التي استدركها بعد الطباعة إلا إن المنية أدركته قبل تحقيقها وأصبحت مرجعا عاما في تاريخ الكويت وتراثه. لقد نفدت الموسوعة من الأسواق منذ السنوات الأولى لنشرها وجرت إعادة طباعتها ثانية مزيدة ومنقحة عام 1981 وبعد وفاة المؤرخ حمد السعيدان تم إعادة طباعتها بدعم من مؤسسة الكويت للتقدم العلمي عام 1992/1993.[3]
- العالم حقائق وأرقام (1971) ويقع هذا الكتاب في 575 صفحة كن الحجم الكبير وقد صدر في عام 1971ويستعرض العالم الذي نعيش فيه بما فيه من شعوب وقبائل ووحدات سياسية وما يشتمل من صحاري وبحيرات وجبال وبما فيه من مخلوقات وأجناس بشرية وما احتوت من باطن الأرض من ثروات ومعادن طبيعية كما يستعرض الكتاب الأجناس البشرية على سطح الأرض من جهة الأديان واللغات والمبادئ والأنشطة السياسية، المؤرخ عضو في الجمعية الوطنية الجغرافية الأمريكية وعضو في الجمعية الملكية الجغرافية في بريطانيا.
- دليل شوارع الكويت كتاب من الحجم المتوسط يقع فيه228صفحة وهو عبارة عن دليل تفصيلي لخرائط مدينة الكويت وضواحيها والمناطق السكنية والصناعية دونت البيانات والمعالم وأسماء الشوارع وأرقامها باللغة الإنجليزية والعربية وبهذا الكتاب وفر الوقت واختصر الجهد لمن أراد أن يصل إلى أي عنوان أو منزل أو مؤسسة أو حديقة أو مبنى صحي في أي منطقة سكنية بالسرعة المناسبة حيث احتوى الكتاب على خرائط مفصلة واضحة لجميع مناطق الكويت والهدف من إعداد هذا الكتاب يجيب عليه المؤلف في مقدمة كتابه:«الكويت وهي في انطلاقتها الحضارية والمدنية لفي أمس الحاجة إلى دليل لمدنها وطرقها فهو في الواقع من مقومات النظام».
- إعداد خريطة لمدينة الكويت بتفاصيلها والأماكن السياحية للسواح والكويتيين طبعت في بريطانيا عام 1976
- تاريخ العلم الكويتي (1985) وهو كتاب يحكي قصة مولد العلم الكويتي منذ عام 1871والتعريف بتاريخ أعلام دولة الكويت منذ النشأة وحتى الاستقلال والتطورات والمراسلات مع الحكومة البريطانية وإضافة إلى التغيرات التي طرأت على أشكاله وصولا الي علم الاستقلال 1961وقد صدر هذا الكتاب عام 1985 ويحتوي على عدد 136صفحة.
- «عندما كنت في شرق افريقيا» كتاب ممتع من نوعية كتب أدب الرحلات من الحجم المتوسط يقع في 173صفحة، سجل من خلاله ذكريات ومشاهده والمواقف الظريفة التي صاحبه خلال عمله الدبلوماسي في سفارة الكويت بكينيا عام 1966 وهو عبارة عن مجموعة من القصص والحكايات الواقعية والانطباعات والمشاهدات الشخصية التي سجلها المؤلف وصدر في عام 1988.
- سفراء الكويت في ثلاثين عاماً مخطوطة لم تطبع تقع في 220 صفحة من الحجم الكبير تشتمل على ترجمة للسيرة الذاتية لما يقارب 90 سفيرا كويتيا خدموا الكويت في الخارج والداخل، بذل المؤلف جهدا كبيرا في تقصي المعلومات والإعداد التبويب وترتيب الأسماء حسب الأقدمية ولقد اشتملت المخطوطة على معلومات قيمة ومفيدة عن السيرة للسفراء وخاصة من برز منهم في مجال الفكر والأدب والقلم أو من أبناء الرعيل الأول ممن تقلدوا المناصب القيادية في الكويت وكان ينوي طباعة هذه المخطوطة في عام 1991 تمشيا مع عنوان الكتاب «سفراء الكويت في ثلاثون عاما».
- وزراء كويتيون «تحت الطباعة» مخطوطة تقع في 220 صفحة من الحجم الكبير تشتمل على ترجمة للسيرة الذاتية لوزراء كويتيون خدموا الكويت، بذل المؤلف جهدا كبيرا في تقصي المعلومات والإعداد التبويب وترتيب الأسماء وكان ينوي طباعة هذه المخطوطة في عام 1991
- تاريخ طوابع الكويت مخطوطة تمت طباعتها على الآلة الكاتبة وتشمل 40 صفحة من الحجم الكبير وإذا ما اشتملت على الصور والرسوم التوضيحية والمقدمات فإن عدد صفحاتها يتجاوز 150 صفحة من الحجم المتوسط، فهي كاملة وشاملة لتاريخ الطوابع الكويتية منذ عام 1923، يقول المؤلف في مقدمة المخطوطة في عام 1973 احتفل البريد في دولة الكويت بمرور خمسين عاما على إصدار أول طابع يحمل اسم الكويت.
- تاريخ أعلام دول الخليج العربي، كان ينوي إصدار كتاب عن تاريخ أعلام دول الخليج العربي على غرار تاريخ العلم الكويتي وقد قطع شوطا كبيرا في إعداد الكتاب وتجميع المعلومات والصور.
- ترجمة كتاب «عرب الصحراء» تحت الطباعة، قام المؤلف بأخذ الموافقة الرسمية من أم سعود لترجمة كتاب عرب الصحراء وتم ترجمته وبعد التحرير تم تسليمه لوزارة الإعلام لطباعته بأمر سامي من الشيخ سعد العبد الله الصباح تعرض للضياع وفقد 1992وتم العثور على مراسلات من المؤلف ومركز الوثائق للتراث التاريخية في مملكة البحرين وتم توثيقها ونشر ترجمة حمد السعيدان في دورية الوثيقة الصادرة من المركز على 7 أجزاء.
- كتاب «في بلاد الإنجليز» تحت الطباعة، كتاب من الحجم المتوسط جمع فيه المؤلف خلاصة تجربته وخبرته التي قضاها في بريطانيا أثناء فترة عمله في سفارة الكويت في لندن وتم تسليم الكتاب لوزارة الإعلام لطباعته بأمر من الشيخ سعد العبد الله الصباح بعد التحرير وتعرض للضياع أيضا.[4]
- مخطوطة«بيان البيان للاستشفاء بالقرآن» مخطوطة من الحجم الكبير تقع في 70 صفحة مطبوعة على الآلة الكاتبة وإذا ما تمت طباعتها على شكل كتاب بالحجم المتوسط فإنها سوف تتجاوز 120 صفحة وهو عبارة عن دليل المعالجين بالقرآن الكريم لكل مرض أو عاهة أو مس من الجن أو مرض نفسي، إن ترتيب بيان البيان أبجدي حسب بداية أحرف تسلسل الأمراض وذلك لتسهيل معرفة نوع المرض وكيفية العثور عليه بين الصفحات ومن ثم اتباع خطوات علاجه.
- مخطوطة كتاب «الصحافة الكويتية» مخطوطة من جزئين تشتمل على جميع الصحف والجرائد والمجلات التي صدرت منذ نشأت دولة الكويت ومراحل تطورها، لم ترى النور بسبب عدم استكمالها لظروف مرض المؤلف والغزو العراقي ثم وفاته.
- النافذة الضبابية - مجموعة مقالاته، للمؤلف زاوية يومية في الصحافة الكويتية «جريدة السياسة»«صوت الكويت» النافذة الضبابية واستمر في الكتابة في هذه الزاوية لمدة 15عاما منذ 1976 وحتى قبيل وفاته، كتل خلالها أكثر من ثلاثة آلاف مقالة ممتعة، كان قلما حرا يدافع عن الحق ويثري ثقافة القارئ بالمعلومات المفيدة ودافع عن الكويت فترة الغزو العراقي الغاشم بمقالاته وهو على فراش المرض في جريدة «صوت الكويت» كانت تصدر في لندن.
- كانت كتب المؤرخ حمد السعيدان مرجعا لمناهج وزارة التربية والتعليم «تاريخ_وطنية_الاجتماعيات» بمراحلها المختلفة وكذلك مرجعا للكثير من الكتاب والباحثين والمؤرخين ومرجع لبلدية الكويت.
- شارك المؤرخ حمد السعيدان بحلقات تلفزيونية في شهر رمضان 1990بعنوان«سوالف من الماضي» ثلاثون حلقة على تلفزيون دولة الكويت وشارك في الكثير من المقابلات التلفزيونية.

## مواهبه
كان صاحب مواهب متعددة منها:
- هواية جمع الطوابع والعملات الكويتية النادرة، لديه جميع الطوابع الكويتية منذ أن كانت الطوابع الهندية هي الوحيدة المتداولة في الكويت وتحمل في أعلاها اسم الكويت وكان يحتفظ بالعديد من مجموعات الطوابع الكويتية النادرة التي صدرت عام 1923 ثم المراحل والسنوات والإصدارات التي تلت ذلك وتخصص بجمع العملات التي تم تداولها مثل الريال النمساوي والقران الفارسي والعملة العثمانية والروبية الهندية ولقد تلقى كتاب شكر من مدير إدارة الآثار والمتاحف السيد إبراهيم البغلي على تبرع وإهدائه عملات نادرة لمتحف الكويت الوطني قبل الغزو العراقي.
- موهبة الخط واستثمر هذه الموهبة في مؤلفاته.
- موهبة الرسم، في عام 1962 صدرت مجلة صوت الخليج وكانت تحمل رسومات حمد السعيدان لمدة زادت على السنتين واستفاد من هذه الموهبة في مؤلفاته ونشر الرسومات الكاريكاتيرية في جريدة السياسة الكويتية والشرق الأوسط اللندنية.

## أرشيفه
- يمتلك المؤرخ حمد السعيدان أرشيف ضخم عبارة عن ملفات لكل شيء عن الكويت قديما أوحديثا يجد الباحث في هذه الملفات المبوبة والمفهرسة ضالته في أي معلومة في التاريخ والأدب والتراث والشخصيات والقوانين التي صدرت والمراسيم منذ تأسيس دولة الكويت.
- شارك في إعداد وكتابة أكثر من ثمانين حلقة إذاعية مدتها 15دقيقة بعنوان «الموسوعة الخليجية» إخراج حامد حنفي وتقديم حمد المؤمن وسعاد عبد الله، تطل على التراث الخليجي في إطار ثقافي علمي مستمد من عيون المصادر والمراجع.

## مكتبته
- مكتبة المؤرخ حمد السعيدان الخاصة بدأ في جمع الكتب منذ مطلع الخمسينات وافتتح مكتبة مع صديقه جواد النجار في دكان والده محمد السعيدان في سوق الزل وسماها مكتبة«النجاح» في عام 1961 كانا يبيعان الجرائد اليومية والكتب والقصص والروايات العالمية المترجمة ولم تستمر طويلا وتقاسما الكتب ولكنه استمر في جمع الكتب والمخطوطات والوثائق النادرة التي سرقت واتلفت معظمها أثناء الغزو العراقي الغاشم، تم إهداء مكتبة حمد السعيدان الضخمة الي جهات عديدة مثل المكتبة الوطنية ومركز الأبحاث والدراسات الكويتية والأمانة العامة للأوقاف مكتبة علوم الوقف ومكتبة ماما أنيسة للطفل في الامانة العامة ومتحف د.صالح العجيري قسم الفلك بالنادي العلمي ودعم نادي الثقافي الإبداعي التابع لهيئة الشباب والرياضة بمجموعة كتب قيمة وقفية مكتبة مكونة من أكثر 700 كتاب وكتيب وموسوعة للجامعة الإسلامية بكينيا بالتعاون مع الأمانة العامة للأوقاف، واهداء مجموعة من الكتب الخاصة بالطوابع والعملات لدعم مكتبة الجمعية الكويتية لهواة الطوابع والعملات لتكون مرجعا للباحثين والمهتمين.